# Туторский, Иван Капитонович
Иван (Иоанн) Капитонович Туторский (1846, Владимирская губерния — 1922, Курган, Челябинская губерния) — обновленческий епископ Курганский и Куртамышский (1922), надворный советник (1884).

## Биография
Иоанн Туторский родился в 1846 году в семье диакона во Владимирской губернии. 
В 1861 году окончил Муромское духовное училище. В 1867 году окончил Владимирскую духовную семинарию. В 1877 году окончил Казанскую духовную академию со степенью кандидата богословия.
С 14 (26) августа 1877 года — преподаватель Волынской духовной семинарии. 
С 22 августа (3 сентября)  1884 года — преподаватель Могилёвской духовной семинарии в чине надворного советника.
15 (27) октября 1884 года назначен ключарём Иосифовского кафедрального собора города Могилёва, с рукоположением в сан священника и оставлением в должности преподавателя семинарии. В том же году рукоположен в сан священника.
С 10 (22) июля 1899 года — старший преподаватель Могилевской духовной семинарии.
24 апреля (7 мая)  1902 года награждён саном протоиерея.
С 4 (17) сентября 1903 года — член Могилёвской духовной консистории, с увольнением от должности преподавателя Могилёвской духовной семинарии.
С 11 (24) марта 1905 года — священник Петропавловской церкви города Могилёва.
31 декабря 1908 года (13 января 1909 года) уволен за штат с освобождением от должности члена Могилёвской духовной консистории.
В 1909 году принят в ведомство военного и морского духовенства и 11 (24) февраля 1909 года назначен священником церкви 6-го сибирского пехотного Енисейского полка, расквартированного в Красноярске. В 1910 году уволен за штат.
С 1911 года — настоятель Воскресенского воинского собора Омска и благочинный омских городских церквей. С 8 (21) марта 1914 года — гарнизонный священник Омска.
1 ноября 1921 года архиепископ Николай (Покровский) известил курганское духовенство о решении патриарха Тихона открыть в Кургане викариатство для Курганского и Ялуторовского уездов. Викарием был намечен протоиерей Иоанн Туторский.
При появлении обновленческого раскола в Сибири, присоединился к нему. В июле 1922 года в Курганском уезде проходили съезды духовенства и мирян благочиннических округов, на которых организуются окружные комитеты «Живая церковь», подчиняющиеся губернскому комитету. Все это поставило курганское духовенство в оппозицию к прежнему тихоновскому церковному центру — Тобольской епархии. 24-25 июля 1922 года в курганской Троицкой церкви прошел уездный съезд духовенства и мирян, на котором были приняты решения: подчиниться ВЦУ (Высшее церковное управление (обновленцы)), Курганскую кафедру считать самостоятельной, прекратить всякое общение с Тобольским тихоновским центром. На епископскую кафедру единогласно выбран протоиерей Иоанн Туторский, который в августе выехал в Москву для хиротонии, но его кандидатура не была утверждена. ВЦУ постановлением от 13 сентября 1922 года, признало Курганскую епархию самостоятельной, а протоиерея Иоанна Туторского избрало епископом Курганским с условием совершения хиротонии в Челябинске.
В сентябре 1922 года состоялась его хиротония во епископа Курганского и Куртамышского. 
Епископ Иоанн скончался в 1922 году в городе Кургане Курганского уезда Челябинской губернии. Его преемником стал Константин Прокопьевич Прокопьев, который хиротонисан во епископа Курганского и Куртамышского 26 ноября 1922 года.

## Награды
- Сан протоиерея, 24 апреля (7 мая)  1902 года
- Разрешение епархиального начальства на ношение наперсного креста с украшениями, поднесенного прихожанами, 7 (19) апреля 1897 года
- Наперсный крест, от Святейшего Синода выдаваемый, 27 марта (8 апреля)  1896 года
- Камилавка, 21 апреля (3 мая)  1893 года
- Набедренник, 28 апреля (10 мая)  1885 года